# Mozambik vasúti közlekedése
Nemzeti vasúttársasága a Portos e Caminhos de Ferro de Moçambique. A vasútvonalak hossza 4787 km.

## Vasúti kapcsolata más országokkal
- Malawi - Nacala-vonalon; kapcsolat a Sena-vasútvonal felé, nincs forgalom
- Dél-Afrikai Köztársaság - igen, azonos nyomtávolság: 1067 mm
- Szváziföld - igen, azonos nyomtávolság: 1067 mm
- Tanzánia - nincs közvetlen kapcsolat - eltérő nyomtávolság - 1067 mm / 1000 mm
- Zambia - nincs közvetlen kapcsolat
- Zimbabwe - igen, azonos nyomtávolság: 1067 mm, Beira-ból és Maputo-ból (Limpopo-vasútvonal)

## Képek

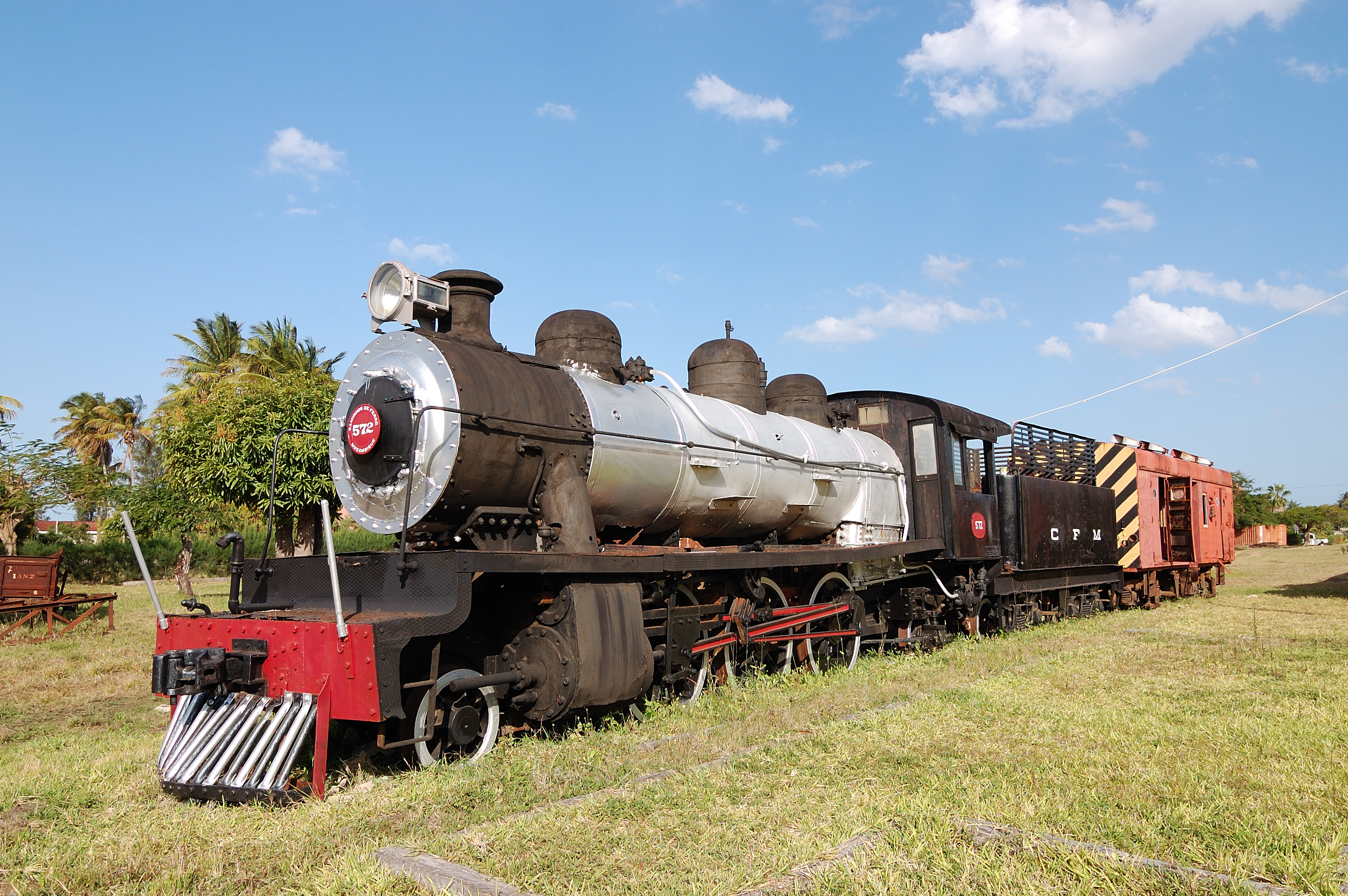
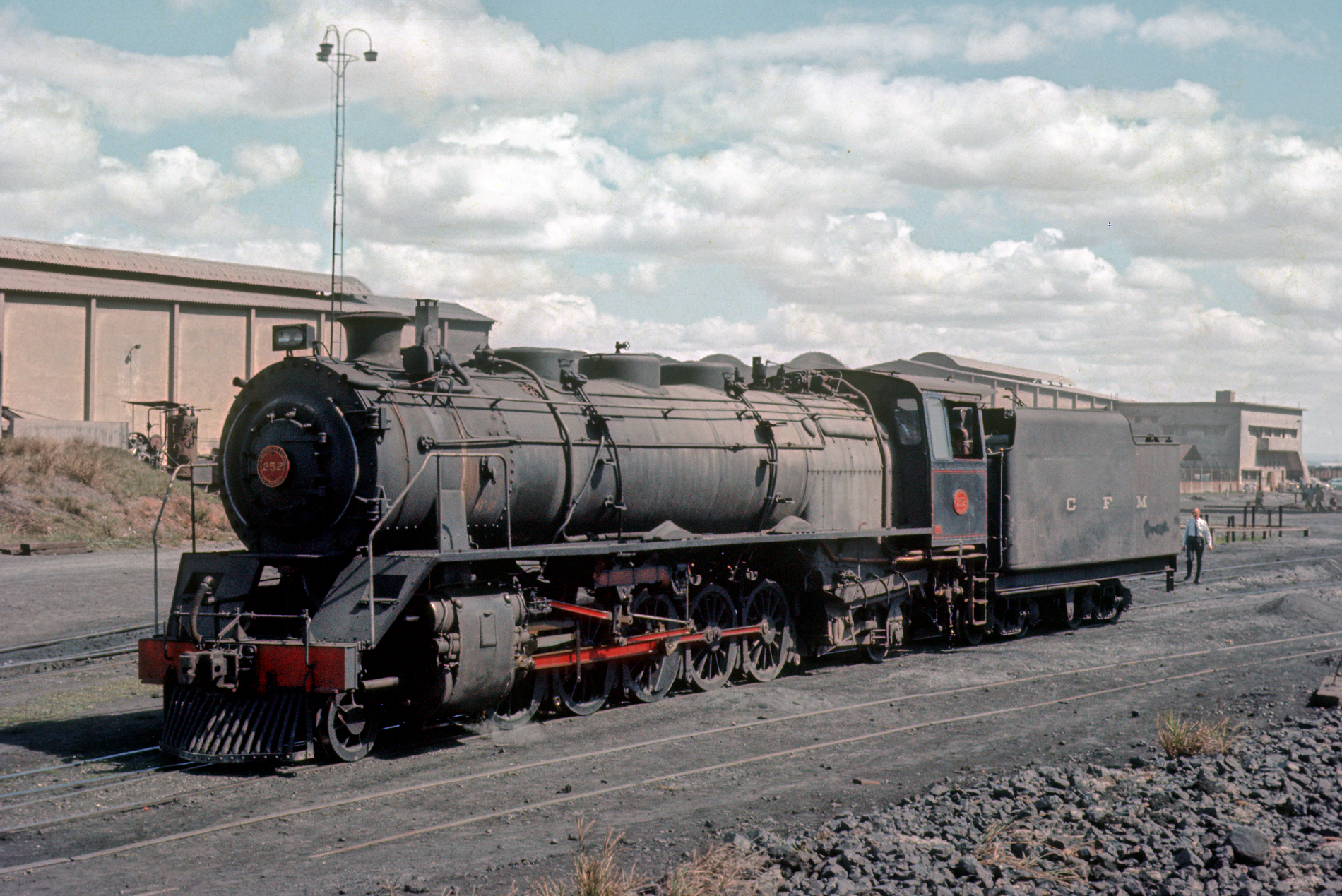
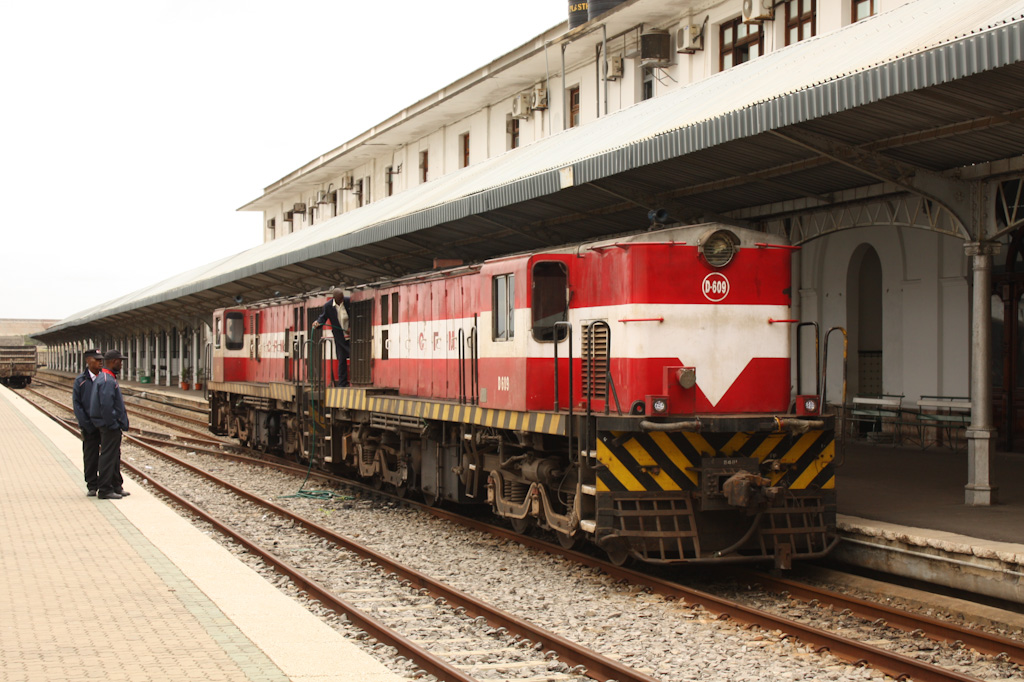
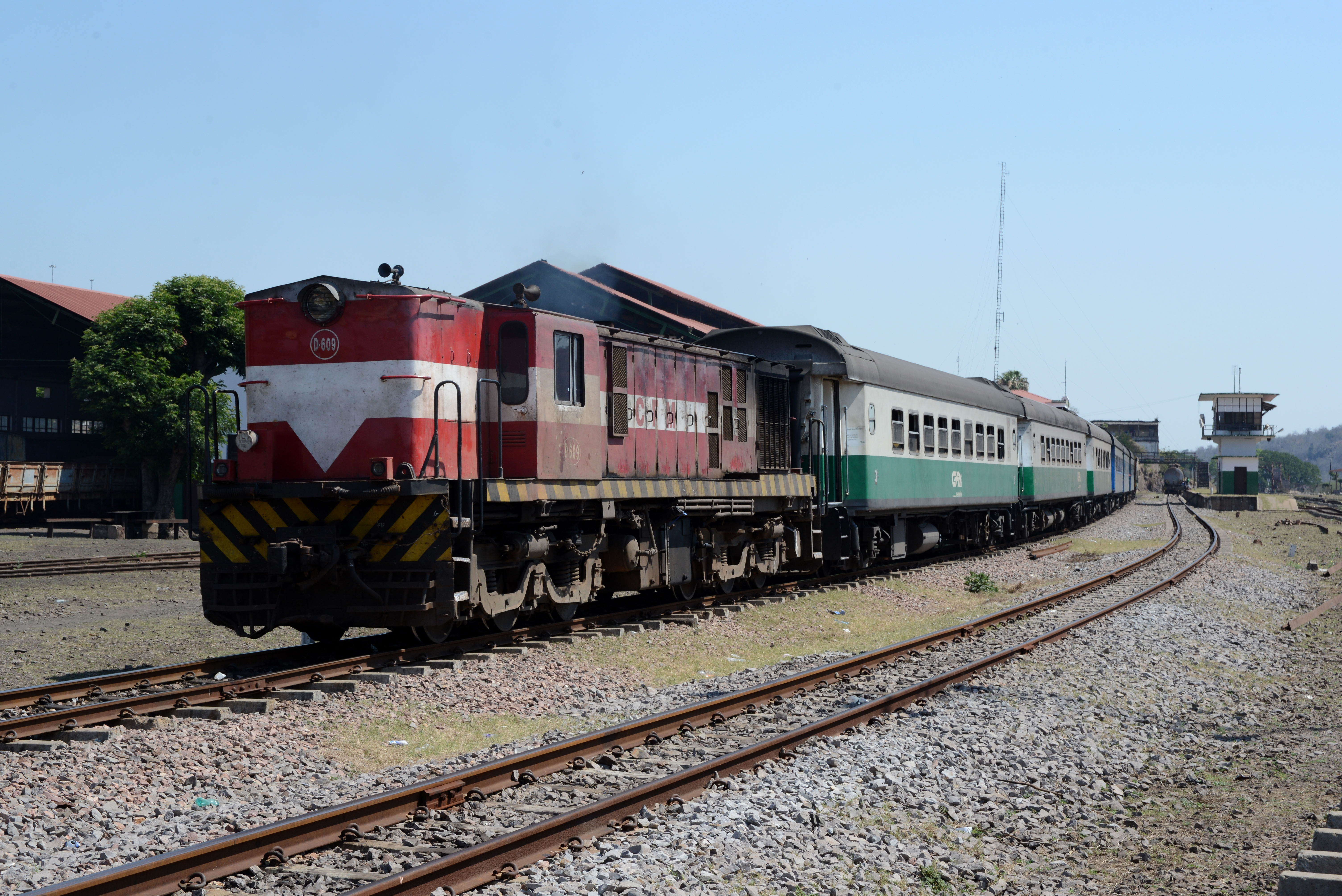
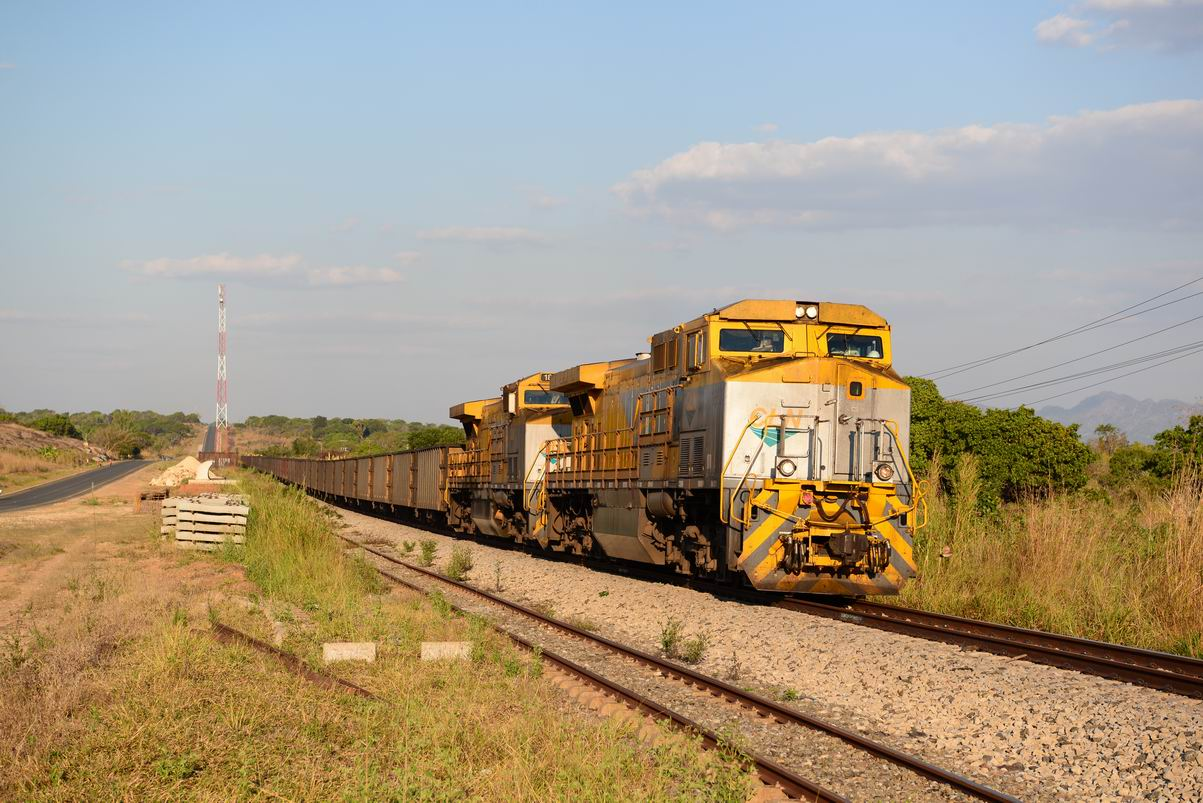
Tehervonat
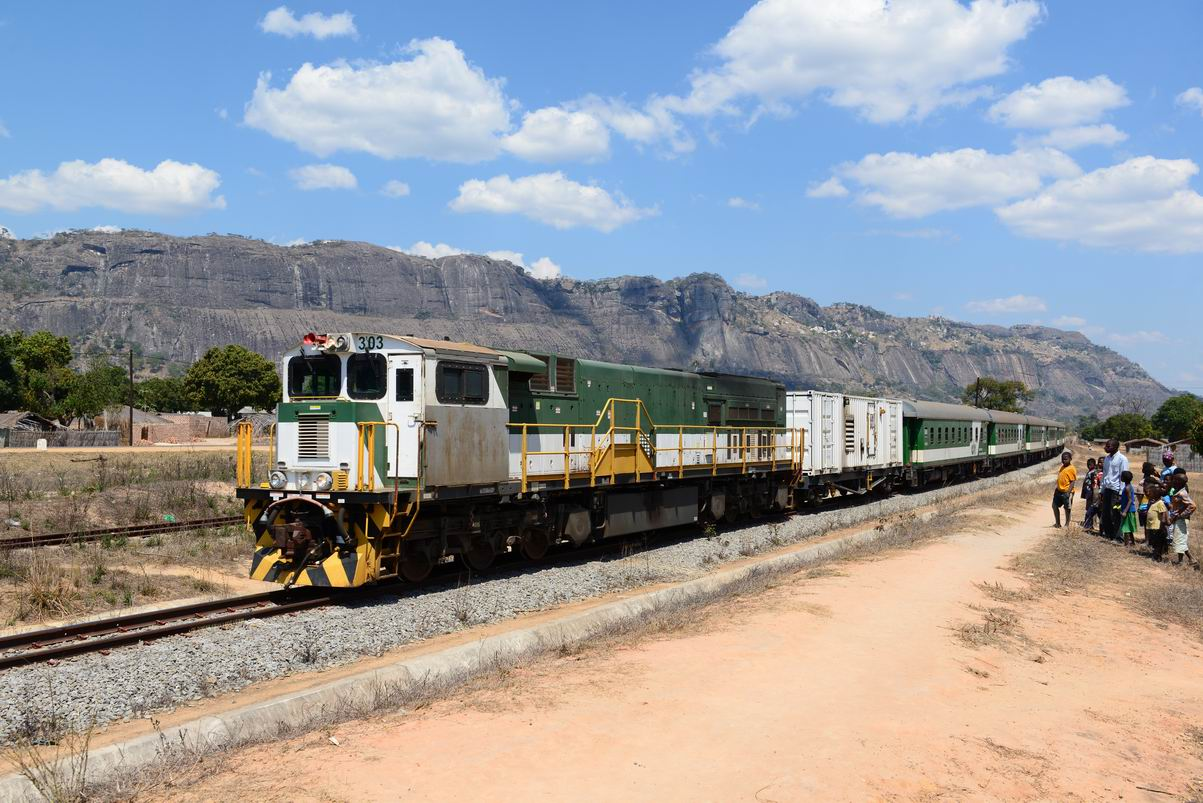
Személyvonat